# Eloy Alfaro (Manabí)
Eloy Alfaro ist eine Ortschaft und eine Parroquia rural („ländliches Kirchspiel“) im Kanton Chone der ecuadorianischen Provinz Manabí. Die Parroquia besitzt eine Fläche von 327,7 km². Die Einwohnerzahl lag im Jahr 2010 bei 7832. Die Parroquia wurde am 7. Juni 1919 gegründet. Namensgeber war Eloy Alfaro,  1895–1901 und 1906–1911 Präsident von Ecuador.

## Lage
Die Parroquia Eloy Alfaro liegt in einer Hügellandschaft etwa 30 km von der Pazifikküste entfernt. Der 131 m hoch gelegene Hauptort befindet sich 33 km nördlich des Kantonshauptortes Chone. Der Río Jama durchquert das Verwaltungsgebiet und führt an dessen Hauptort vorbei. Eine 15 km lange Nebenstraße verbindet Eloy Alfaro mit der Fernstraße E38 (Chone–Santo Domingo de los Colorados).
Die Parroquia Eloy Alfaro grenzt im Norden an die Parroquia Convento, im Osten an die Parroquias Flavio Alfaro und Zapallo (beide im Kanton Flavio Alfaro), im Südosten an die Parroquia Ricaurte, im Süden an die Parroquia Boyacá sowie im Westen an die Parroquia San Isidro (Kanton Sucre).